# Canarium vitiense
Canarium vitiense là một loài thực vật có hoa trong họ Burseraceae. Loài này được A.Gray mô tả khoa học đầu tiên năm 1854.